# Pictorul Nagy Imre
Pictorul Nagy Imre este un film documentar românesc de scurtmetraj din 1980 scris și regizat de David Reu.